# Ethminolia probabilis
Ethminolia probabilis is een slakkensoort uit de familie van de Trochidae. De wetenschappelijke naam van de soort is voor het eerst geldig gepubliceerd in 1924 door Tom Iredale.